# Wojskowy Order Zasługi NRD

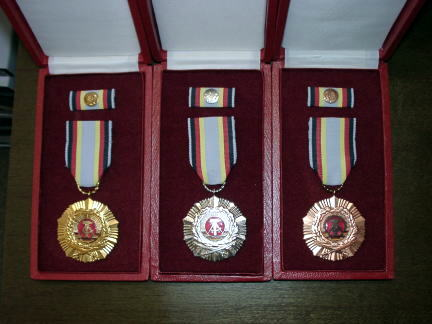
Oznaki trzech klas orderu

Wojskowy Order Zasługi Niemieckiej Republiki Demokratycznej (niem. Militärischer Verdienstorden der Deutschen Demokratischen Republik) – odznaczenie wojskowe, formalnie istniejące w NRD w latach 1982–1990. 

## Historia
Order został ustanowiony 17 września 1982 roku postanowieniem Narodowej Rady Obrony NRD. Miał być nadawany w trzech klasach – złotej, srebrnej i brązowej. Przeznaczony był wyłącznie dla żołnierzy sił zbrojnych „bratnich państw” (niem. Bruderstaaten), za zasługi w rozwijaniu współpracy i przyjaznych relacji z Narodową Armią Ludową NRD. Wraz z orderem ustanowiony został Wojskowy Medal Zasługi Niemieckiej Republiki Demokratycznej (niem. Militärische Verdienstmedaille der Deutschen Demokratischen Republik) jako niższy stopień. Prawdopodobnie ani order ani medal nie zostały nigdy nadane, chociaż wybito dość dużą liczbę egzemplarzy.

## Oznaki
Oznakę orderu stanowi pozłacana, posrebrzana lub brązowo patynowana gwiazda o dziesięciu gładkich promieniach, między którymi znajdują się po cztery węższe promienie. Pośrodku awersu jest umieszczone, pokryte emalią, godło NRD, otoczone wieńcem z liści dębu, poniżej którego znajdują się skrzyżowane szable. Na rewersie znajduje się napis MILITÄRISCHER VERDIENST-ORDEN DDR i dwie gałązki laurowe. Oznaka orderu jest zawieszona na podłużnej szarej wstążce z czarno-czerwono-złotymi paskami o szerokości 8 mm po bokach.
Medal średnicy 35 mm jest wybity w brązowo patynowanym metalu. Na awersie znajduje się godło NRD, otoczone wieńcem z liści dębu, ze skrzyżowanymi szablami poniżej. Na rewersie widnieje napis MILITÄRISCHE VERDIENST-MEDAILLE DDR i dwie gałązki laurowe. Medal jest zawieszony na podłużnej szarej wstążce z czarno-czerwono-złotymi paskami o szerokości 4 mm po bokach.
Pośrodku baretki orderu znajduje się złota, srebrna lub brązowa okrągła tarcza z wizerunkiem oznaki, zaś na baretce medalu – brązowa tarcza z godłem NRD.